# Vasilică Potecă
Vasilică Potecă (n. 1 martie 1963, Brătilești, România) este un politician român, ales în 2020 senator din partea PNL și în 2024 din partea AUR. 

## Carieră politică
Între 2017 și 2019 a fost administrator public al Primăriei Deva și ulterior pentru un an e numit prefect. Pe 11 decembrie 2019, Potecă a fost numit prefect al județului Hunedoara de către Guvernul României.
Legislatura I (2020–2024)
În urma alegerilor parlamentare din 2020 pe 6 decembrie, Potecă fost ales membru al Senatului României, în circumscripția nr. 22 Hunedoara, preluând mandatul pe 21 decembrie. În urma alegerilor parlamentare din 2024 pe 1 decembrie, Potecă a fost reales membru al Senatului României. Pe 5 septembrie 2023, Potecă a anunțat că demisionează din PNL, după 20 de ani în care a făcut parte din partid, aderând în schimb la Alianța pentru Unirea Românilor (AUR).
Legislatura II (2024–prezent)

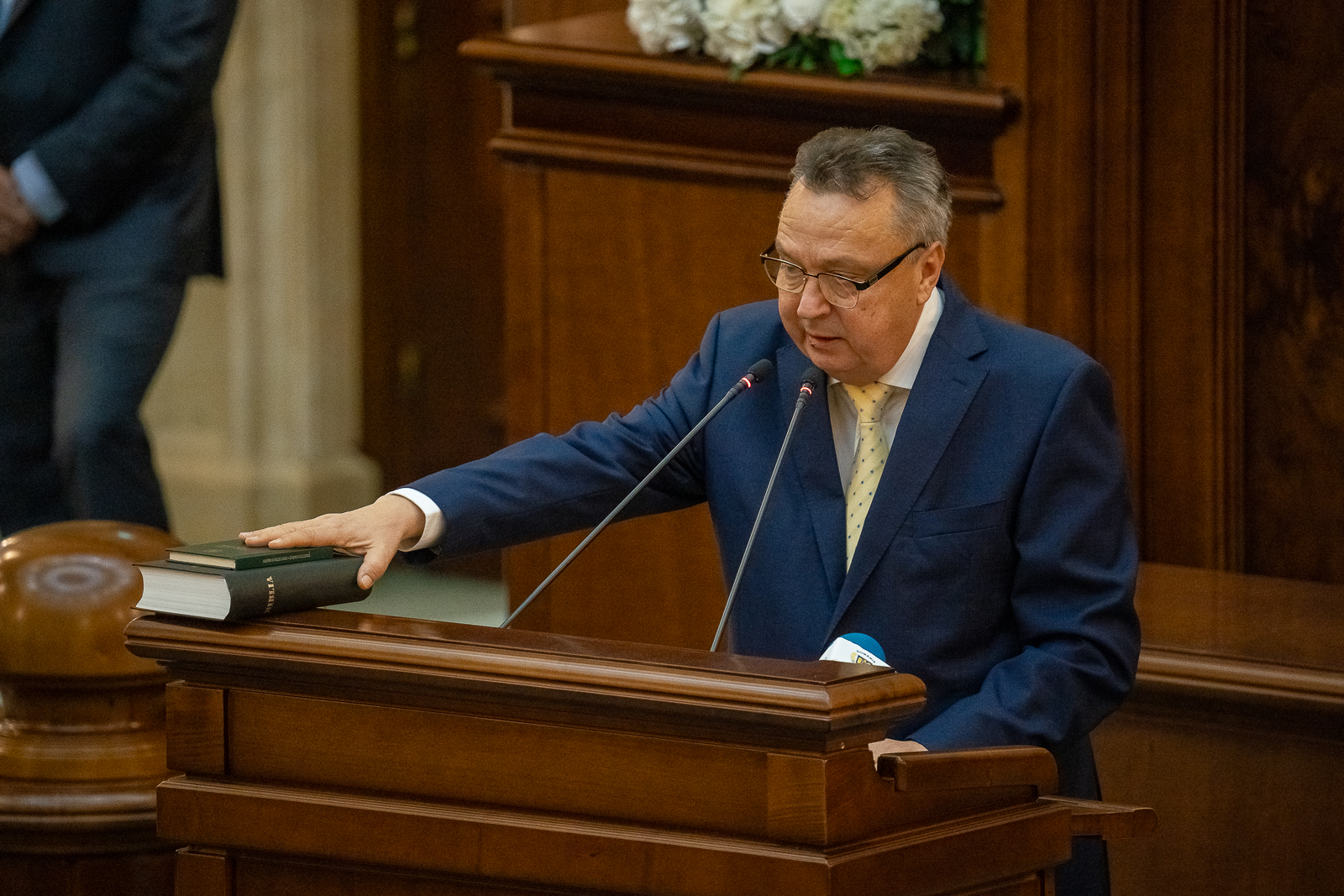
Potecă depunând jurământul în Senat, 21 decembrie 2024

Potecă fost reales senator la alegerile parlamentare din 2024 pe 1 decembrie. Ca senator este vicepreședinte al Comisiei Comisiei pentru ape, păduri, pescuit și fond cinegetic. De asemenea, este membru al Comisiei pentru administrație publică și al Comisiei pentru comunicații, tehnologia informației și inteligență artificială. În plus, din 25 martie 2025, Potecă este membru al grupurilor parlamentare de prietenie pentru Cipru și Portugalia.